# Amadeo Carrizo
Amadeo Raúl Carrizo Larretape (Rufino (Santa Fe), 12 juin 1926 – Buenos Aires, 20 mars 2020) est un footballeur argentin qui évoluait au poste de gardien de but.

## Biographie

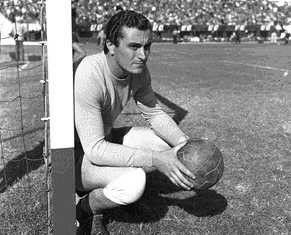
Amadeo Carrizo en 1955 sous le maillot de River Plate

Surnommé « Tarzán » en raison de ses acrobaties et précurseur dans sa manière de jouer loin de ses buts (il est aussi l'un des premiers gardiens à porter des gants), Amadeo Carrizo inspire de nombreux gardiens de but sud-américains comme Hugo Gatti, René Higuita et José Luis Chilavert.
Il joue à River Plate durant les années 1950 et 60. Il côtoie des joueurs comme José Manuel Moreno, Adolfo Pedernera, Ángel Labruna ou Alfredo Di Stéfano. Il remporte sept championnats d'Argentine en 1945, 1947, 1952, 1953, 1955, 1956 et 1957.
Il participe à la coupe du monde 1958 avec la sélection argentine, encaissant six buts lors du match contre la Tchécoslovaquie (1-6).
En 1968, après 521 matches de première division argentine, Carrizo décida de finir sa carrière en Colombie, aux Millonarios de Bogota.